# Chabab Riadhi Baladiat Dar El Beïda (basket-ball)
Ne doit pas être confondu avec Chabab Riadhi Baladiat Dar El Beïda ou Chabab Riadhi Baladiat Dar El Beïda (football).
Maillots
Actualités
Dernière mise à jour : 9 mai 2020.
La section basket-ball du Chabab Riadhi Baladiat Dar El Beïda (arabe : الشباب الرياضي لبلدية الدار البيضاء), plus couramment abrégé en CRB Dar El Beïda ou encore en CRBDB, fondée en 1977 est l'une des sections du club omnisports basé à Dar El Beïda, commune de la banlieue est de la Wilaya d'Alger. Le CRBDB évolue en Super Division, soit l'élite du championnat d'Algérie.

## Palmarès
- Compétitions nationales de basketball
  - Coupe d'Algérie
    - Finaliste: 1997, 2006, 2011, 2012, 2015

  - Championnat d'Algérie
    - Vice champion 2008, 2010, 2011, 2014, 2016
- Participations aux compétitions régionale et internationale de basketball
  - 2010-2011 Championnat arabe des clubs champions de basket-ball
  - 2012-2013 Championnat maghrébin de basket-ball
  - 2014-2015 Coupe d'Afrique des clubs champions de basket-ball

## Identité du club

### Logo et couleurs
Depuis la fondation du Chabab Riadhi Baladiat Dar El Beïda, ses couleurs sont toujours le grenat et le blanc.

Ancien logo.
Logo actuel.